# San Francisco de Coray
San Francisco de Coray es un municipio del departamento de Valle en la República de Honduras.

## Toponimia
Su nombre es en honor a Francisco de Asís, santo de la iglesia católica y Coray proviene del náhuatl que significa: Agua de los Colhuas.

## Límites
El Municipio de San Francisco de Coray está situado en una meseta a orillas del Río de su nombre.
| Orientación | Límite                                      |
| ----------- | ------------------------------------------- |
| Norte       | Municipio de Curarén, Francisco Morazán     |
| Norte       | Municipio de La Libertad, Francisco Morazán |
| Sur         | Municipio de Nacaome, Valle                 |
| Este        | Municipio de La Libertad, Francisco Morazán |
| Oeste       | Municipio de Langue, Valle                  |

 Gracias

## Historia
En 1867, fue creado en la administración del General José María Medina.
También tuvo uno de los presidentes que ha tenido Honduras y su nombre era Terencio Sierra.
La Zona alta denominada la Laguna(1y2) es territorio productor de camote, el sector de Talpetate cultivan nance y producen diferentes derivados, uno de los más conocidos es el popular vino de nance.
La parte de montecristo #2 producen miel y dulce de caña(Panela)
Las principales fuentes de ingreso provienen del cultivo de maiz y frijol, una minoría se dedica a la ganadería, crianza de animales domésticos y pesca artesanal.
Por el 2020 Cuenta la leyenda que en la aldea de la chorcha todos los hombres jóvenes emigraron para Estados Unidos en busca del sueño americano con el objetivo de transformar la aldea y declararla como el casco urbano del municipio.
En 1990 nació Isaías G. Rodríguez un pensador autodidacta que introdujo la cultura rock en el pueblo.
En el municipio se conocen leyendas urbanas sobre un tesoro que pertenecía a los ancestros del General Terencio Sierra y que escogió su pueblo natal para esconderlo, las personas que se han atrevido a buscar el tesoro cuentan que  cuando llegan a las cuevas donde esta el cofre encuentran un sapo del tamaño de un toro custodiando la entrada y ante el asombro han desistido la búsqueda.
Cómo atracción turística cuenta con un bello y pequeño cerró que en sus inicios se estaba transformando en volcán, cuentan que gracias a un cura que viajó montado a lomo de burro por 3 días desde Tegucigalpa hasta el pueblo, se logró detener el crecimiento del volcán ya que el cura expío los pecados de los habitantes y bendijo el cerro rociandolo de agua bendita lo bautizo como cerro el sombrerito y haci se conoce hasta el dia de hoy.

## División Política
Aldeas: 16 (2013)
Caseríos: 71 (2013)
| Código | Aldea                        |
| ------ | ---------------------------- |
| 170801 | San Francisco de Coray       |
| 170802 | Caleas N.º 2                 |
| 170803 | Cerro Grande                 |
| 170804 | El Espino                    |
| 170805 | El Guayabo                   |
| 170806 | El Rodeo                     |
| 170807 | El Salitre                   |
| 170808 | La Cañada o Calea N.º 1      |
| 170809 | La Laguna N.º 1              |
| 170810 | La Laguna N.º 2 o Las Flores |
| 170811 | Las Delicias                 |
| 170812 | Las Mesas                    |
| 170813 | Los Amates                   |
| 170814 | Montecristo                  |
| 170815 | Panasacarán                  |
| 170816 | Talpetates                   |